# Arp 250
Arp 250 ist ein interagierendes Galaxienpaar im Sternbild Luchs. Es ist schätzungsweise 60 Mio. Lichtjahre von der Milchstraße entfernt.
Halton Arp gliederte seinen Katalog ungewöhnlicher Galaxien nach rein morphologischen Kriterien in Gruppen. Dieses Objekt gehört zu der Klasse Galaxien mit Anzeichen für eine Aufspaltung.